# Dominique Vivant Denon
Dominique Vivant, baron Denon, zwany powszechnie Vivant Denon lub Dominique Vivant Denon (ur. 4 stycznia 1747 w Chalon-sur-Saône, Francja, zm. 27 kwietnia 1825 w Paryżu, Francja) – francuski arystokrata, artysta, dyplomata, podróżnik, archeolog amator, jeden z pionierów egiptologii. Będąc artystą, pisał sztuki i zajmował się dekoratorstwem wnętrz, rysunkiem i malarstwem. Przyjaźnił się z Wolterem i Davidem.

## Życie i działalność
Za panowania króla Ludwika XV Denon był kustoszem królewskich gemm. Został sekretarzem ambasady francuskiej w Petersburgu, gdzie jego przełożonym był ambasador François-Michel Durand de Distroff. Denon pozyskał względy Katarzyny II.
W latach 1775–1782 przebywał na placówce dyplomatycznej w Szwajcarii i był wtedy częstym gościem Woltera w jego posiadłości w Ferney. Od 1782 przebywał na placówce w Neapolu w charakterze sekretarza ambasady, a później chargé d’affaires. Do Paryża powrócił w 1787 i został powołany na członka Królewskiej Akademii Malarstwa i Rzeźby. Następnie wyjechał z misją dyplomatyczną do Włoch.
Gdy wybuchła rewolucja francuska, przebywał we Florencji, ale już w 1793 udał się do Paryża i tu się dowiedział, że jego majątek został skonfiskowany, a on sam wciągnięty został na listę emigrantów-arystokratów, osób groźnych dla Republiki. Opuszczony i biedny wegetował na ulicach Paryża utrzymując się ze sprzedaży swoich rysunków. Znalazł wówczas nowego protektora – malarza rewolucyjnego Jacques’a Louisa Davida, dla którego wykonywał miedziorytowe kopie strojów, projektowanych przez malarza, a mających zrewolucjonizować ówczesną modę. Poznał wtedy i zyskał życzliwość Robespierre’a, który zwrócił mu majątek i skreślił go z listy emigrantów. Poznał wówczas również Józefinę Beauharnais i za jej pośrednictwem Napoleona Bonaparte.
W 1798 Denon wziął udział, na osobiste zaproszenie Napoleona, w jego wyprawie do Egiptu jako przedstawiciel Komisji Sztuk i Nauk przy sztabie wojsk francuskich. Po zdobyciu Kairu został członkiem świeżo założonego Instytutu Egipskiego (Institut d’Egypte). Był jednym z najaktywniejszych członków Komisji. Dokonał pierwszego naukowego rozpoznania nekropolii w Gizie, zbadał komorę królewską w piramidzie Cheopsa i opisał głowę sfinksa. Następnie przydzielony został do korpusu generała Desaixa, który wyruszył za wojskami Murada, wodza mameluków, do Górnego Egiptu. W trakcie wyprawy Denon prowadził wykopaliska na nekropoli w Sakkarze. Odwiedził Luksor, Denderę, Karnak, Dolinę Królów, Edfu, Elefantynę i dotarł do Asuanu. Prowadził dokładne notatki i szkicował, co tylko mógł. Często uciekał z asystującymi mu żołnierzami spod kul i szabel Beduinów i mameluków.
W tym samym czasie w Egipcie odkryto „kamień z Rosetty”, dzięki któremu Jean-François Champollion w 1822 rozszyfrował egipskie hieroglify. Co prawda praca tego drugiego jest nieporównanie bardziej znana, niemniej suma dokonanych przez nich prac dała podwaliny pod współczesną egiptologię.
Denon był pierwszym z uczonych, biorących udział w ekspedycji egipskiej, który zaprezentował światu owoc swych dokonań – już w 1802 wydał dwutomowy album zatytułowany „Podróże po Dolnym i Gónym Egipcie” („Voyage dans la Basse et Haute Egipte”), który bardzo szybko został przetłumaczony na język niemiecki i angielski. W Europie dzieło Denona odegrało ogromną rolę w rozbudzeniu zainteresowań Egiptem. Również 150 plansz przez niego wykonanych znalazło się w liczącym 24 tomy „Opisaniu Egiptu” („Descripton de l’Egypte”), dziele będącym plonem prac uczonych francuskich w Egipcie podczas wyprawy Napoleona. Dzisiaj jego piękne i dokładne rysunki stanowią często jedyne przedstawienie niektórych zniszczonych zabytków starożytnego Egiptu, jak np. świątyni Amenhotepa III na Elefantynie, która została rozebrana w 1822.

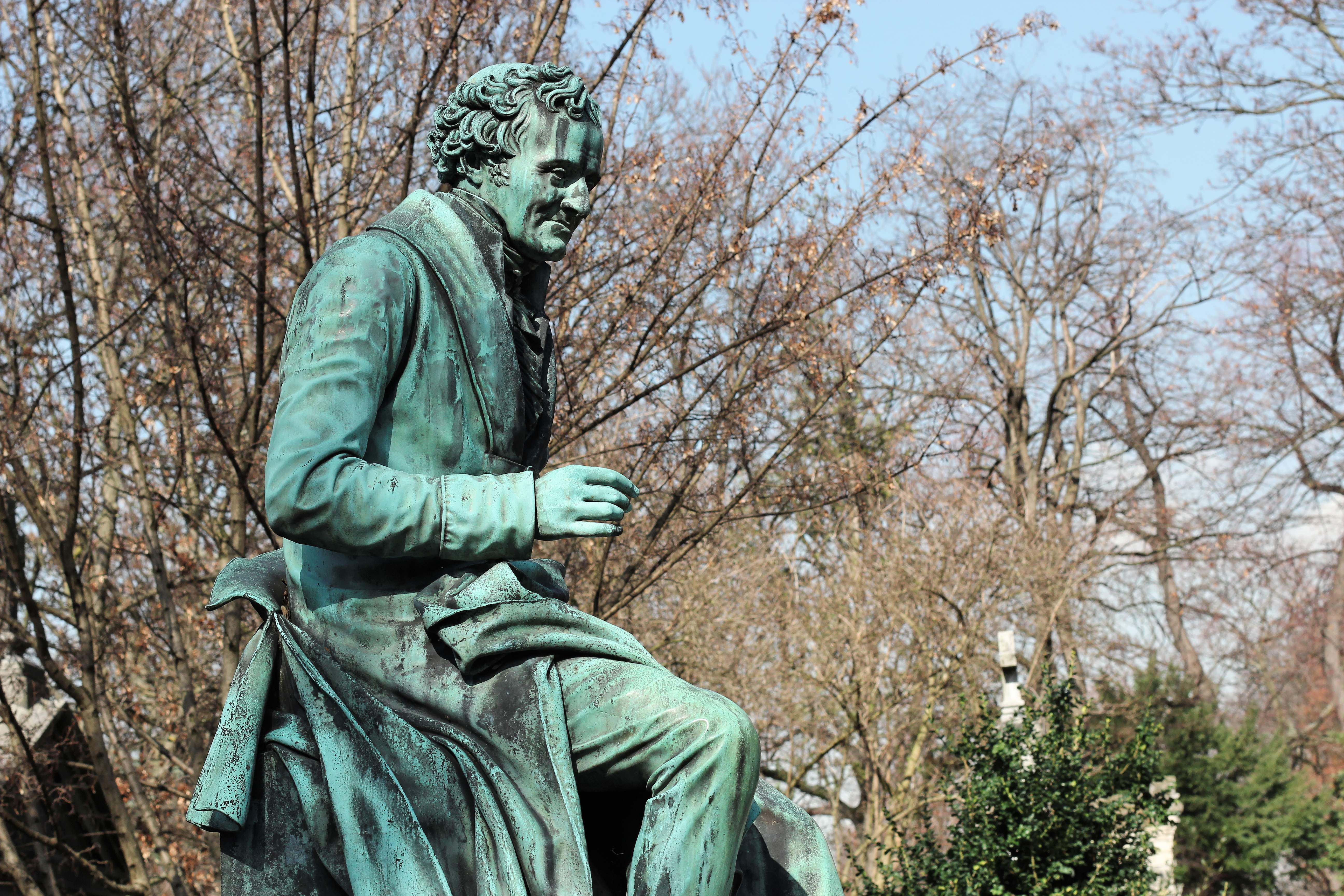
Grobowiec Denona na cmentarzu Père-Lachaise

Również w 1802 Denon został mianowany dyrektorem Centralnego Muzeum Sztuk, a w 1804 – generalnym dyrektorem francuskich muzeów. Na tym stanowisku odegrał ogromną rolę w powiększaniu zbiorów Luwru, podróżując po całej, dostępnej wówczas Francuzom, Europie.
Zmarł w 1825 i został pochowany na paryskim cmentarzu Père-Lachaise. Jego grób znajduje się prawie naprzeciwko grobu Fryderyka Chopina.

## Nawiązania
Tak o Denonie napisał we Francuskiej ścieżce Waldemar Łysiak:
- Nazwisko: Denon – Dominik-Vivant Denon – tylko historykom sztuki i muzeologom coś mówi, ale jest to duże COŚ. Publiczność nic o tym człowieku nie wie, a zdarza się, że gdy ktoś o nim usłyszy lub przeczyta wzmiankę w jakimś dziele historycznym, myli potem Denona z Dantonem. Za symbol tej ignorancji mogą służyć przewodniki po Luwrze lub wydany w serii popularnych zeszytów encyklopedycznych tomik Hachette’a „Pałac Luwr”, gdzie nie ma ani jednego słowa o Denonie! I pomyśleć, że ten człowiek stworzył najsławniejsze muzeum, i że przez cztery epoki (Ancien régime, Rewolucja, Empire i Restauracja) był jedną z najciekawszych postaci swego czasu.

Milan Kundera w opowiadaniu Powolność nawiązuje do opowiadania Chwila ulotna porównując XVIII- i XX-wieczne obyczaje.

## Spuścizna pisarska
Dzieła wydane za życia i po śmierci:
- Julie, ou Le bon père: comédie en trois actes et en prose, Komedia Francuska, Paryż 1769.
- Point de lendemain, 1777 (na język polski przetłumaczona została jako „Chwila ulotna” i wydana w 1970 roku przez PIW).
- Voyage en Sicile, 1788.
- Voyage dans la Basse et Haute-Égypte pendant les campagnes du général Bonaparte (w 2 tomach), 1802.
- Monuments des arts du dessin chez les peuples tant anciens que modernes, recueillis par Vivant Denon, 1829.
- Histoire de Napoléon le Grand gravée en médailler sous la dir. de Mr Denon, 1845.
- L'Œuvre originale de Vivant Denon, collection de 317 eaux-fortes dessinées et gravées par ce célèbre artiste avec une notice très détaillée sur sa vie intime, ses relations et son œuvre par M. Albert de La Fizelière (w 2 tomach), 1873.
- Sur l’Expédition de Bonaparte en Égypte, Actes Sud, Arles, 1998.
- Lettres à Isabella Teotochi: 1788-1816, Paris-Méditerranée, Paris, 1998.
- Lettres à Bettine, Actes Sud, Arles, 1999.
- Les Monuments de la Haute-Égypte: manuscrit inédit, Comité Vivant Denon, Université pour tous de Bourgogne, Chalon-sur-Saône, 2003.